# 线萼粗叶木
线萼粗叶木（学名：Lasianthus linearisepalus）为茜草科粗叶木属下的一个种。

## 扩展阅读
- 維基物種上的相關：线萼粗叶木